# Морянка
Моря́нка, или саук, или аллейка, или савка, или аулейка (лат. Clangula hyemalis) — представитель семейства утиных, небольшая полярная нырковая утка. Легче всего определяется по очень длинному и тонкому хвосту самцов, который постоянно держится приподнятым над поверхностью воды (похожий характерный хвост также имеется у шилохвостей). У морянок одна из наиболее сложных среди птиц система чередования нарядов, в результате чего как самцы, так и самки имеют различный окрас оперения зимой, летом, по окончании брачного сезона и в первый год жизни.
Это одна из наиболее распространённых северных уток — по оценкам специалистов, только вдоль арктического побережья Северной Европы и России западнее Таймыра ежегодно гнездится 3,8—4,3 млн птиц. Стайная птица, большую часть жизни проводит в открытом море. Гнездится в тундре на небольших озёрах, болотах, реках, на морском побережье и островах. Зимует на морских просторах, часто вдали от берега, и на суше появляется редко и небольшими группами, в основном во время шторма либо для смазки тела. Очень хорошо ныряет, пищу добывает со дна водоёма. Питается ракообразными, моллюсками и другими водными беспозвоночными, реже рыбой. Объект промысловой охоты.

## Описание
Небольшая плотного телосложения утка с округлой головой, короткой шеей и коротким высоким клювом. Длина самцов 55-60 см (включая длинный хвост), длина самок 37-41 см, размах крыльев 73-79 см, масса 450—900 г. У самца на хвосте очень длинная (до 13 см) и заострённая центральная пара рулевых перьев, которые утка всегда держит высоко над поверхностью воды. Крылья узкие и заострённые, несколько стреловидные, у обоих полов имеют тёмную окраску в любое время года. Взлетает с воды, делая длинный разбег против ветра. Полёт прямой, с быстрыми и упругими взмахами крыльев. Высоко обычно не поднимается. Держится большими шумными стаями.

### Внешний вид

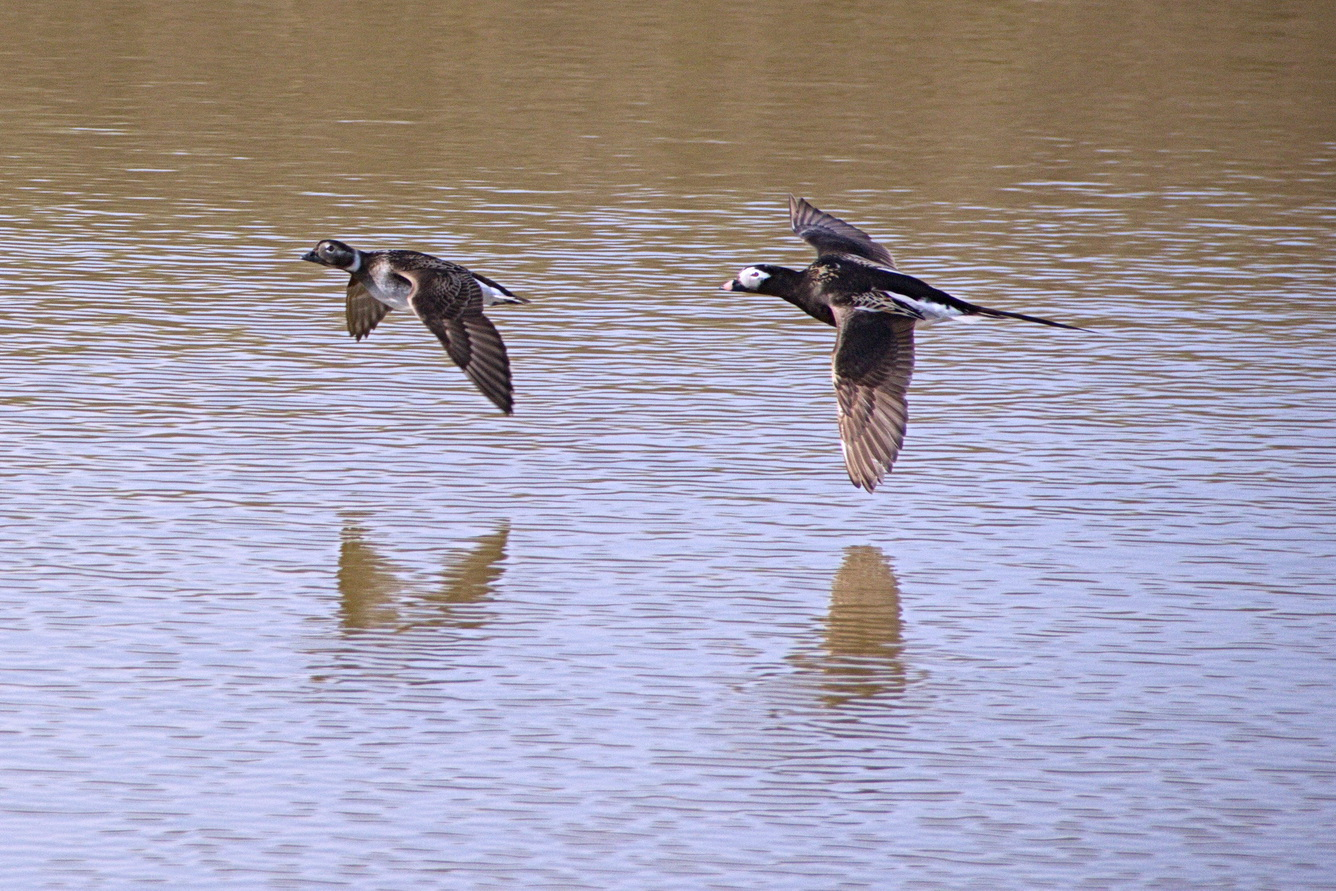
Самец и самка в полёте

Как и у большинства других уток, в оперении ярко выраженный половой диморфизм (различия между полами). Более того, уникальной особенностью этого вида является трёх-разовая (у других птиц один или два раза) линька в году, в результате чего селезни имеют отличные зимний, брачный и летний наряды. У самца в период со второй половины апреля до конца июня голова (за исключением светлых боков), шея и грудь тёмно-коричневые, верхняя часть туловища тёмно-бурая с удлинёнными рыжими косицами на плечах, бока и низ серовато-белые. Летняя линька немного изменяет общую картину — плечевые перья становятся короче и теряют рыжеватые оттенки, на голове и лопатках появляются отдельные белые перья. Клюв самцов, который весной имел розоватую перевязь, в этот период становится полностью чёрным. В сентябре селезни значительно меняют свой облик — голова и шея становятся белыми, по бокам головы появляются большие шоколадные пятна, на груди такой же шоколадный нагрудник.
У самки можно выделить только два типа оперения — летний (с мая по август) и зимний. В целом оперение утки сочетает в себе буроватые, шоколадные и серые тона, более тёмные в гнездовой период. В гнездовом наряде у самки голова и шея тёмно-коричневые (перед глазом серое поле, позади глаза имеется продолговатое светлое пятно, такое же светлое пятно на шее), грудь серовато-бурая, верх буроватый с узкими светлыми каёмками, брюхо белое. Зимой голова становится преимущественно белой, оставляя большие тёмные пятна на макушке и щеках. Рисунок остальной части тела в общих чертах сохраняется, хотя становится немного более светлым. Оперение спины приобретает красновато-коричневый оттенок. Молодые птицы похожи на самок, отличаясь от неё более монотонным окрасом верхней части туловища.

### Голос
Морянка — шумная птица, особенно весной и в начале лета. Крик самца — громкое гортанное «а’ауллы», настолько характерное для этого вида, что местные жители называют морянку «аулейка» либо «авлик». Самец кричит часто и по любому поводу — во время ухаживания, территориального спора, драки за самку, взлёта и посадки, на пролёте. В стае массовый хор селезней довольно благозвучен и вместе чем-то напоминает звуки волынки. Кроме того, для обоих полов характерен односложный затяжной позыв, нечто среднее между «о», «а», и «у», часто слышимый от летящей стаи.

## Распространение

### Ареал

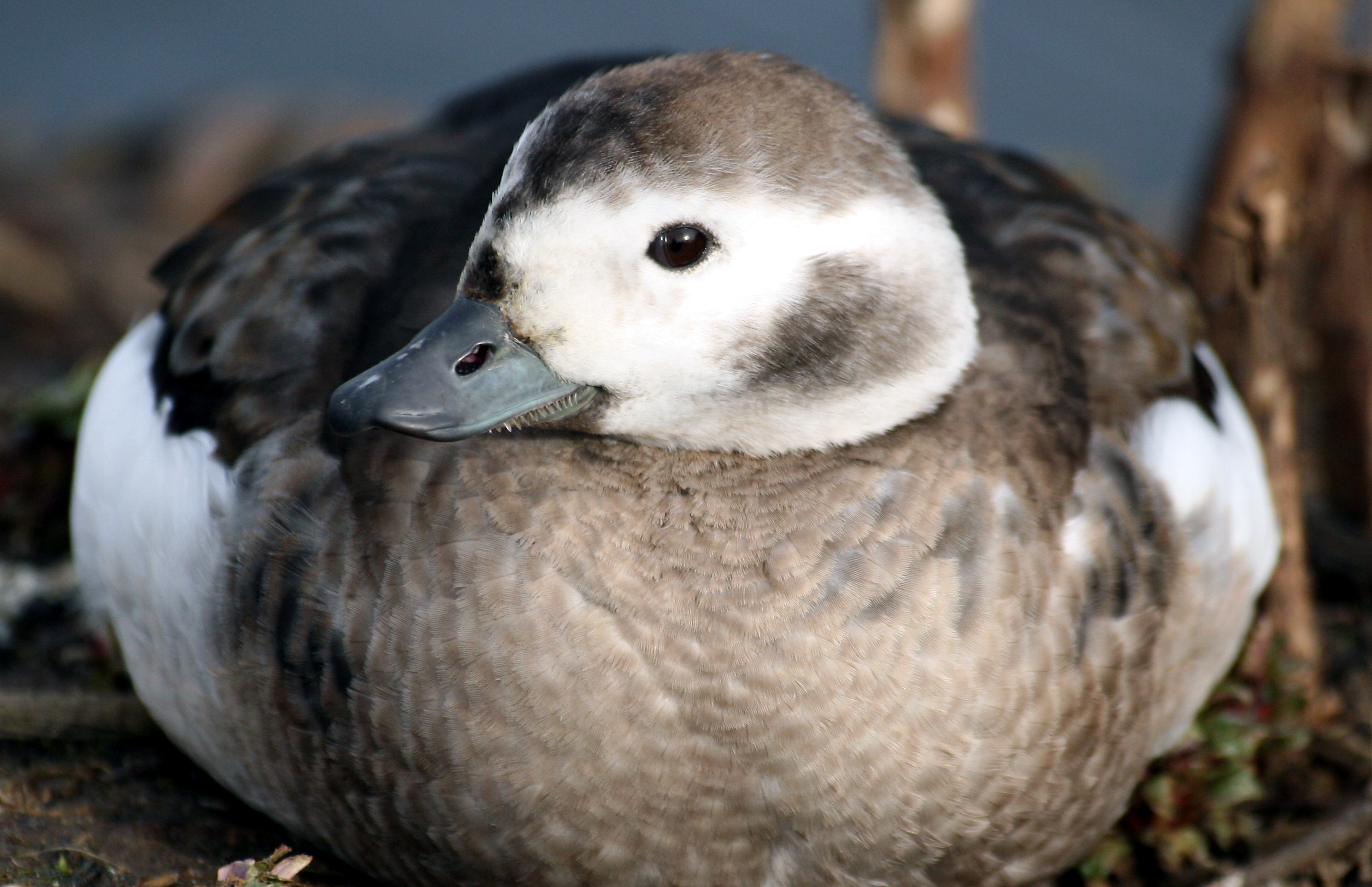
Самка

Гнездится повсюду в северных полярных широтах, в том числе в полосе тундры, лесотундры и вдоль арктического побережья Евразии и Северной Америки, прибрежных районах Гренландии, Исландии, и на многочисленных островах. В Северной Европе распространена на севере Скандинавии и в арктических регионах России. На Камчатке гнездится к югу примерно до 60-й параллели. Для вида характерно неравномерное расселение и резкие колебания численности из года в год в пределах одной местности.
Зимует в море к югу от гнездового ареала — вдоль западного и восточного побережья Северной Америки к югу до северной Калифорнии и Северной Каролины, на Великих озёрах и заливе Гудзона, к югу от Гренландии и Исландии, в Европе большей частью на Балтике, а также в Северном море и в районе северных Британских островов, восточнее на озере Иссык-Куль, на Дальнем Востоке вдоль побережий Камчатки, острова Хоккайдо и Корейского полуострова.

### Местообитания
В гнездовой период населяет внутренние водоёмы тундры и лесотундры, местами проникая в верховые болота северной тайги. В остальное время (около 9 месяцев в году) проводит в прибрежных морских водах вне видимости берега либо на крупных озёрах. По сравнению с другими морскими утками морянки ныряют на бо́льшую глубину (отдельные особи попадали в морские сети на глубине до 60 м), и по этой причине встречаются дальше от берега. В этот период птицы редко появляются на берегу, в основном во время шторма либо чтобы периодически провести смазку тела жиром из копчиковой железы.

## Размножение

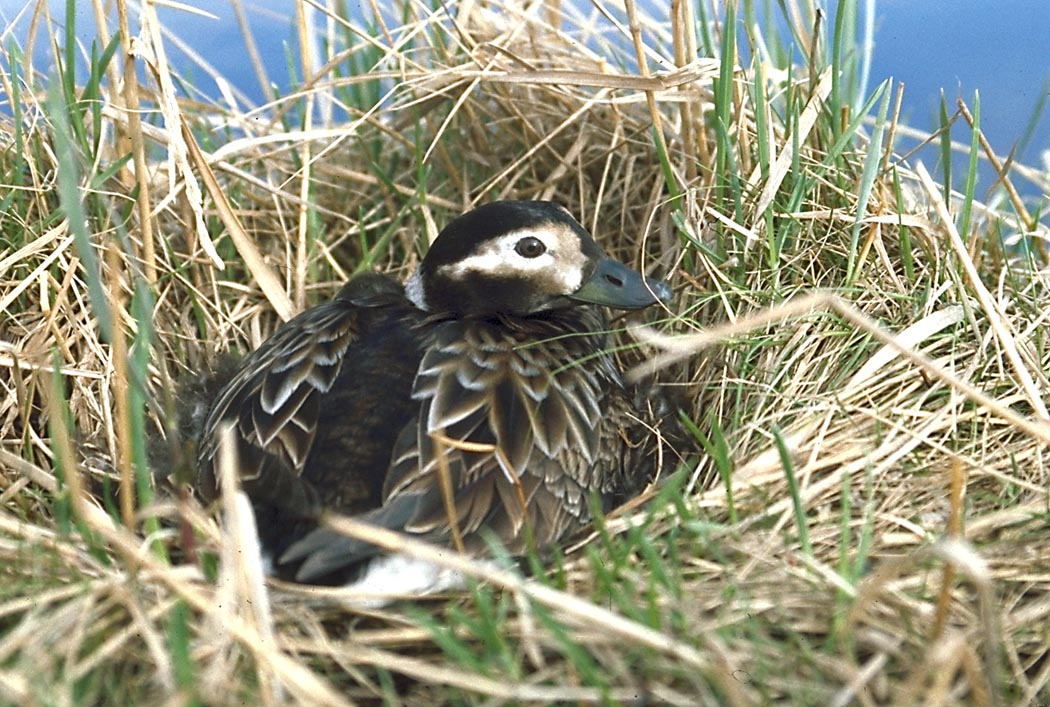
Наседка

Половая зрелость наступает на втором или третьем году жизни. Разбивка на пары происходит ещё зимой, обычно в январе либо феврале, к местам гнездовий обе птицы прибывают вместе в составе большой стаи. Токующий самец оживлённо плавает вокруг самки, поднимает свой длинный хвост, трясёт шеей и запрокидывает голову на спину. В большинстве регионов массовый прилёт птиц к местам гнездовий наблюдается с середины мая по начало июня, иногда когда ещё небольшие внутренние водоёмы покрыты льдом. В этом случае птицы держатся на море неподалёку, ожидая когда появятся первые разводья. Несмотря на то, что морянки живут большими стаями, массовые гнездовые колонии не образуются, хотя несколько птиц может гнездиться кучно в пределах небольшой территории, нередко поблизости от поселений обыкновенной гаги или полярной крачки. Последние дают дополнительную защиту, громким криком предупреждая о приближении опасности. Самка занимается выбором места и обустройством гнезда, самец охраняет кормовую территорию — водоём или просто большую лужу. Несмотря на то, что обычно самцов в стае больше, оба члена пары сохраняют верность друг к другу.

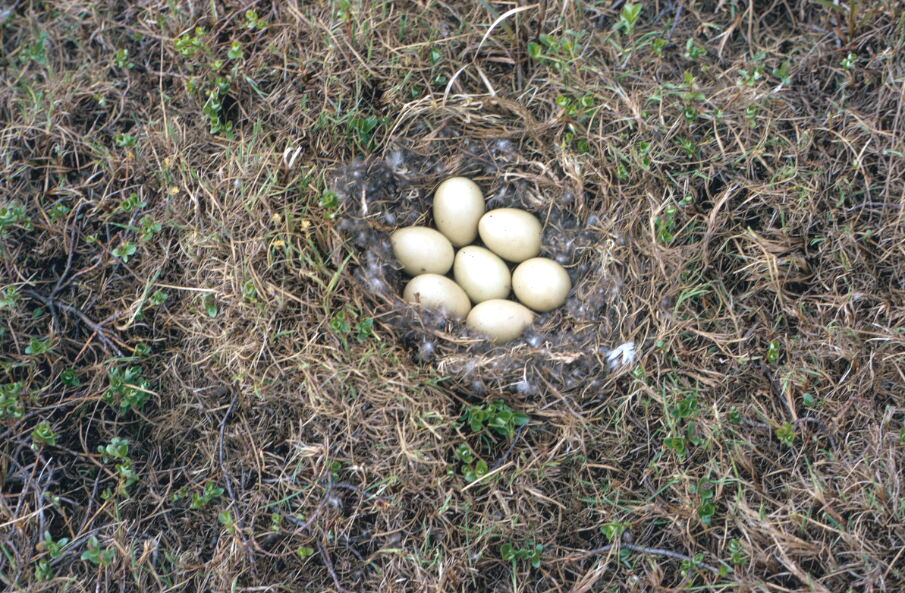
Гнездо с кладкой

Гнездо — довольно глубокое углубление в земле — иногда полностью открыто, иногда слегка замаскировано у подножия большого камня, в зарослях кустарниковой берёзы либо в невысокой траве. В любом случае, даже на открытом гнезде плотно сидящую самку нелегко обнаружить, настолько близко она прижимается к земле и сливается с окружающим ландшафтом. Обычно гнездо расположено возле воды, однако почти всегда на сухом месте. В выкопанную ямку самка иногда добавляет несколько травинок и в конце всегда обильно выстилает пухом, выщипанным из груди. Сроки откладывания яиц варьируют в широких пределах и напрямую зависят от начала таяния снегов — например, в Исландии первые кладки отмечаются в третье декаде мая, на Шпицбергене и в Мурманской области в середине июня, а на северо-западе Гренландии или Новой Земле только в начале июля. В гнезде обычно 5—8 яиц зеленовато-оливкового, зеленовато-бурого либо оливково-серого цвета, иногда с небольшим голубым или жёлтым оттенком. Размеры яиц (48—60) х (33—41) мм. Сидит одна самка в течение 24 — 29 дней, в первое время периодически покидая кладку на кормёжку, а в конце очень плотно. Самец несколько дней находится в непосредственной близости от гнезда, однако в середине насиживания навсегда покидает гнездо и отлетает на морские побережья, где на период линьки сбивается в большие однополые стаи.
Молодые появляются на свет синхронно, и спустя несколько часов покидают гнездо и следуют за матерью к водоёму. С самого начала они добывают себе корм, склёвывая насекомых с поверхности воды либо ныряя. Иногда самка помогает им найти пищу, клювом выталкивая донные отложения к поверхности воды. Несмотря на самостоятельность, первые дни утята ночуют в гнезде и обогреваются матерью. Впоследствии часто соседние выводки объединяются, и тогда одна утка может сопровождать большое количество разновозрастных утят, в то время как вторая мать окончательно покидает своё потомство. В возрасте 35 — 40 дней подросшие птенцы начинают летать и рассеиваются.

## Питание
Животноядная утка, корм добывает на дне водоёмов. В гнездовой период держится преимущественно на мелководье, где питается личинками насекомых (веснянок, ручейников, комаров-звонцев и т. п.), червями, мелкими рачками (бокоплавами, артемиями, жаброногами (Anostraca)). Вне сезона размножения проводит на морских просторах, где в поисках пищи ныряет на глубину до 10 м и проводит под водой от 30-и до 60-и сек. Известны случаи погружения птиц на ещё большую глубину до 60 м — более, чем у любого другого представителя семейства утиных. В это время в рационе птиц преобладают моллюски, ракообразные, мелкая рыба и улитки.